# Église Notre-Dame-de-la-Visitation de Mélin
L'église Notre-Dame-de-la-Visitation est une église de style néo-classique située à Mélin, section de la ville belge de Jodoigne en province du Brabant wallon.
Les orgues de l'église font l'objet d'un classement comme monument historique et l'église elle-même fait l'objet d'une « inscription » comme monument à l'Inventaire du patrimoine immobilier culturel de la Wallonie.

## Localisation
L'église Notre-Dame-de-la-Visitation se dresse au milieu de son cimetière, le long de la rue des Beaux Prés,, sur une éminence qui domine le village de Mélin qui figure au nombre des « Plus beaux villages de Wallonie »,,,.

## Historique
L'église Notre-Dame-de-la-Visitation faisait initialement partie du patrimoine de saint Guibert, fondateur de l'abbaye de Gembloux, qui, en 946, a fait don de tous ses biens à la communauté.
Elle a ensuite successivement ressorti au doyenné de Jodoigne (dans l'évêché de Liège) et au doyenné de Tirlemont (dans l'archevêché de Malines).
En 1759 et 1760, l'ancienne église avait été agrandie, mais les habitants réclament ensuite contre son état de vétusté et les décimateurs se voient obligés de faire droit à leurs réclamations. Aux plaids généraux (audiences de cour de justice) qui se tiennent sur place, l'avocat Schonerd et l'architecte Jaumotte, mandataires de l'abbaye de la Ramée et de l'abbaye de Florival, présentent un plan qui agrandit l'église, un plan qui est approuvé par la communauté. L'accord est revêtu des signatures des deux représentants des abbayes, du curé, du greffier et de 16 habitants.
La nouvelle église est construite en 1771-1780 sur les plans de l'architecte Jaumotte, aux frais de l'abbaye de la Ramée, de l'abbaye de Florival,,,, et de tous les autres décimateurs, y compris Villers et le chapelain d'Huldenberg. L'intérieur de la tour porte le millésime « ANNO 1780 »  sur le mur du fond de la nef, au-dessus du jubé et des orgues,,.
Après le concordat de 1801, l'église devient une succursale de l'église Saint-Médard de Jodoigne.
En 1839, la tour est restaurée en pierre de Gobertange,,.
La tour reçoit 4 nouveaux cadrans d'horloge en 2005.

## Classement
L'église n'est pas classée mais elle fait cependant l'objet d'une « inscription » comme monument et figure à l'Inventaire du patrimoine immobilier culturel de la Wallonie sous la référence 25048-INV-0248-02.
Ses orgues, par contre, font l'objet d'un classement comme monument historique depuis le 29 août 1990 sous la référence 25048-CLT-0023-01.

## Architecture

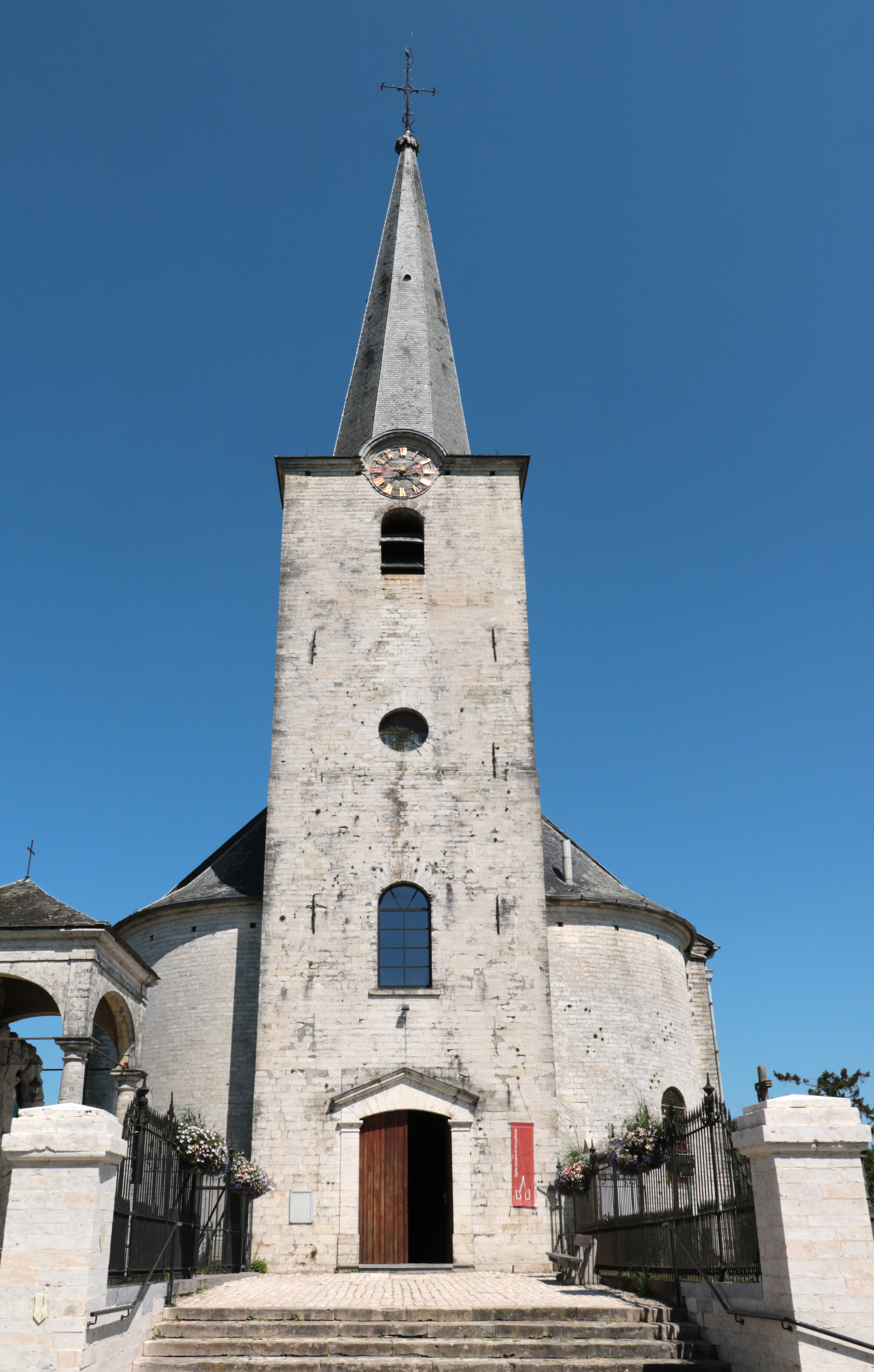
Clocher.
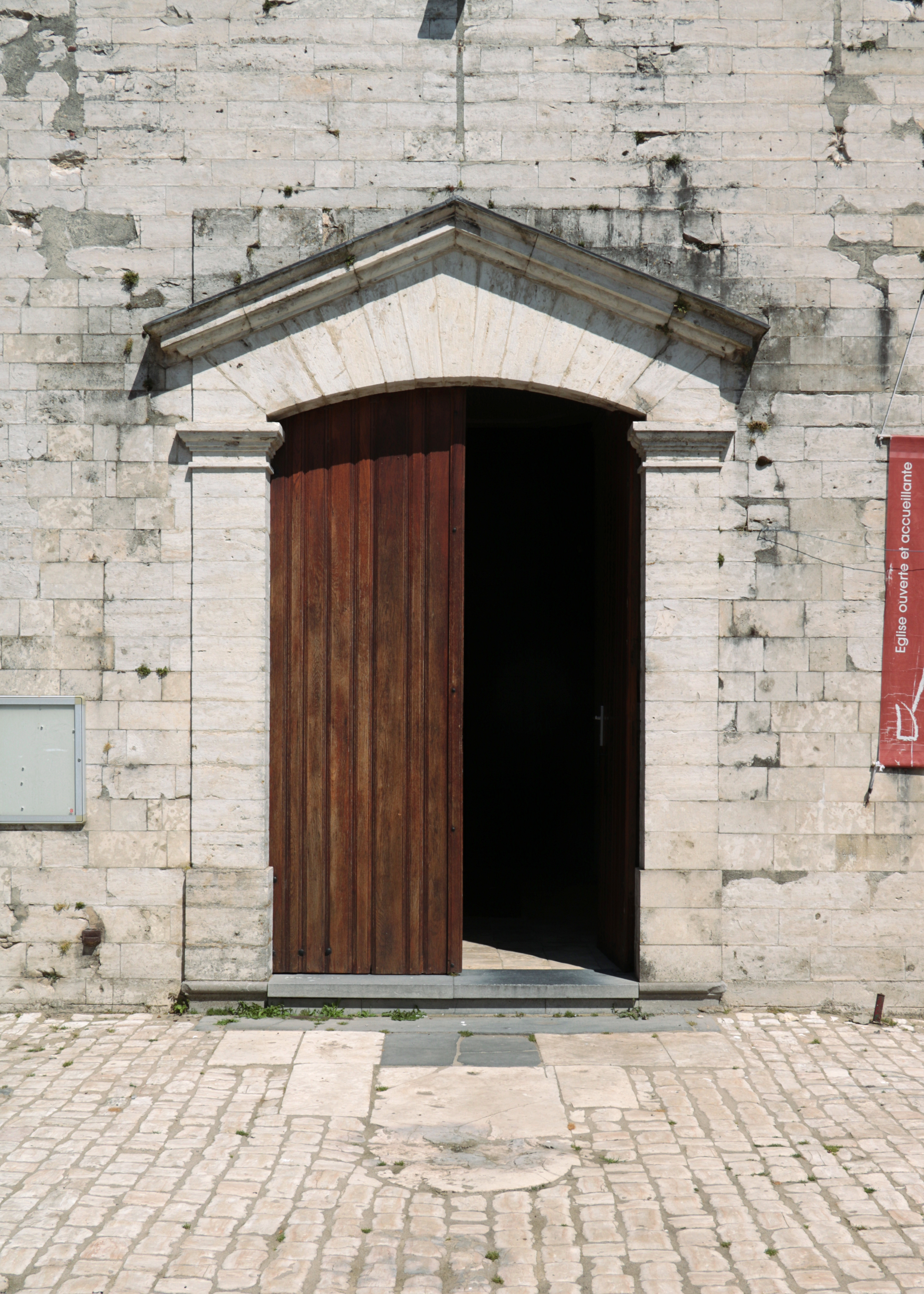
Porte.
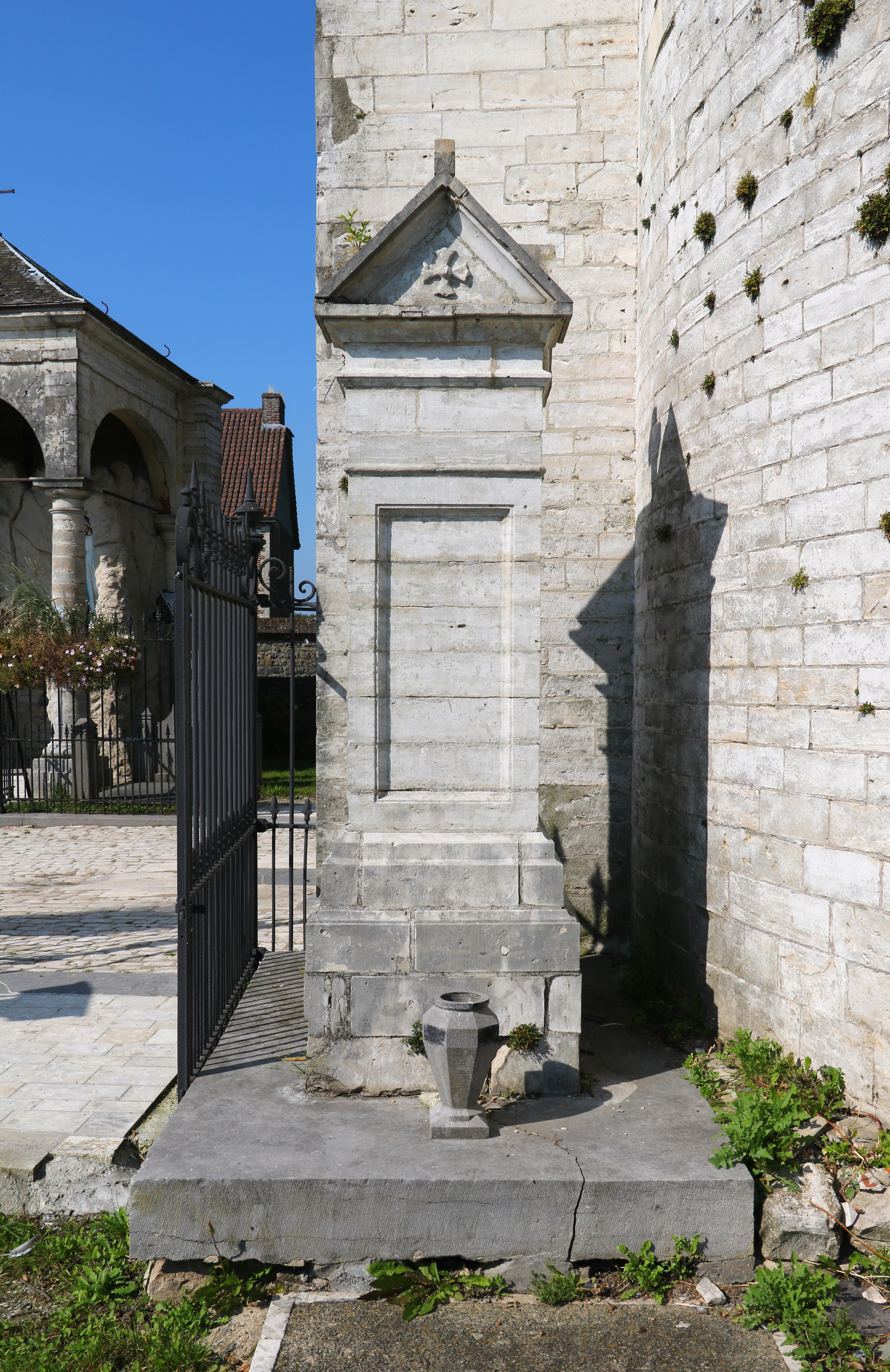
Monument funéraire.
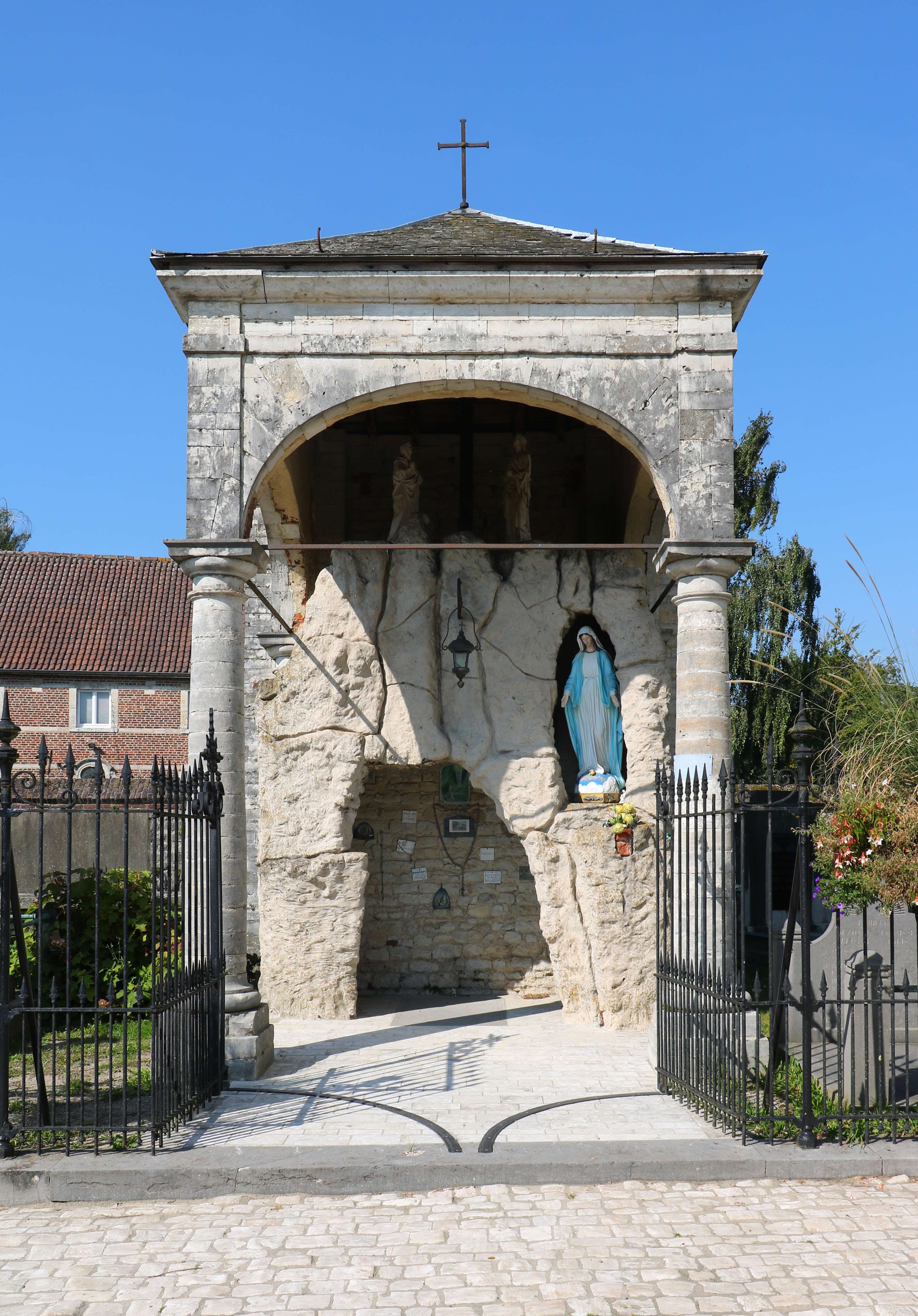
Calvaire.
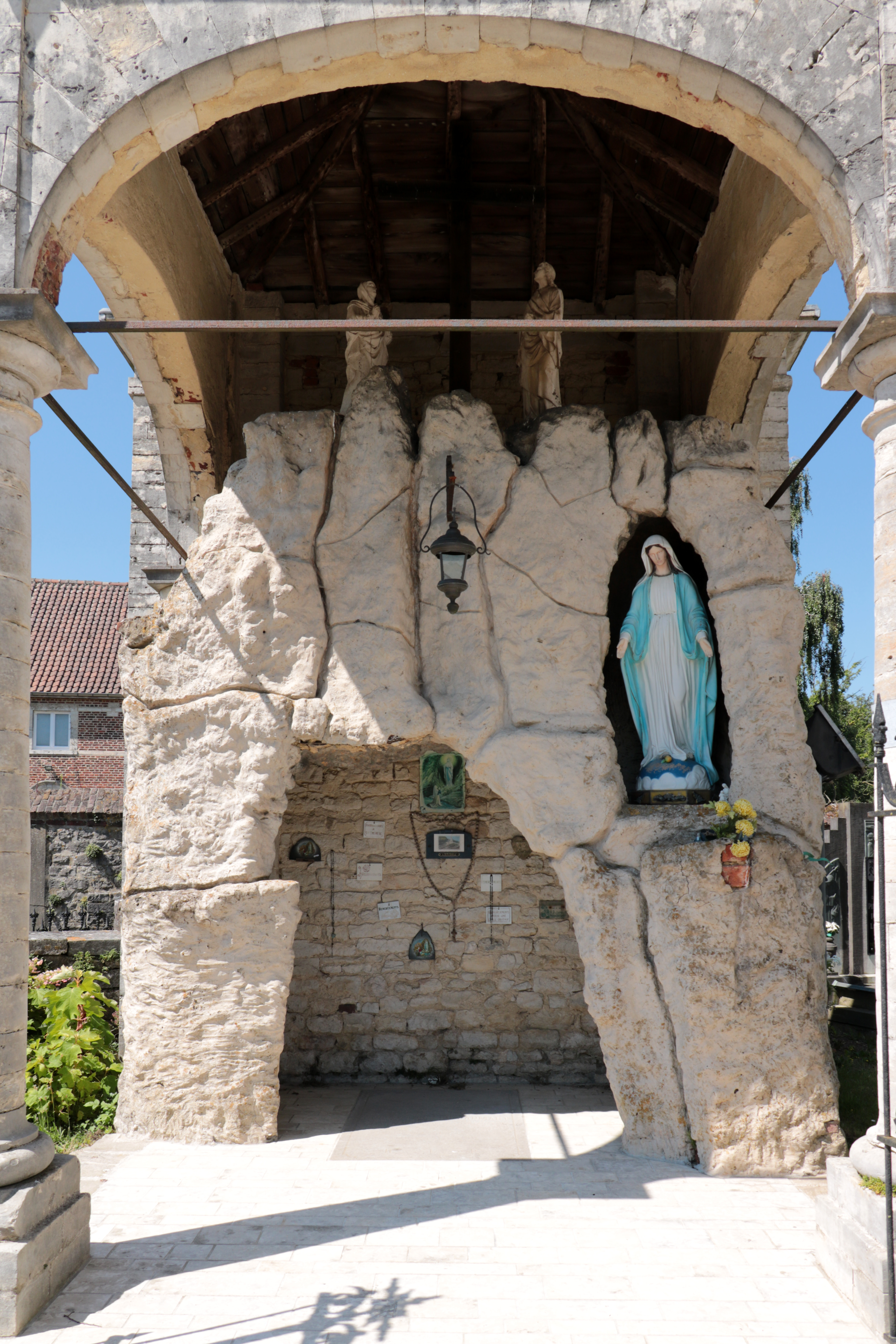
Détail du calvaire.
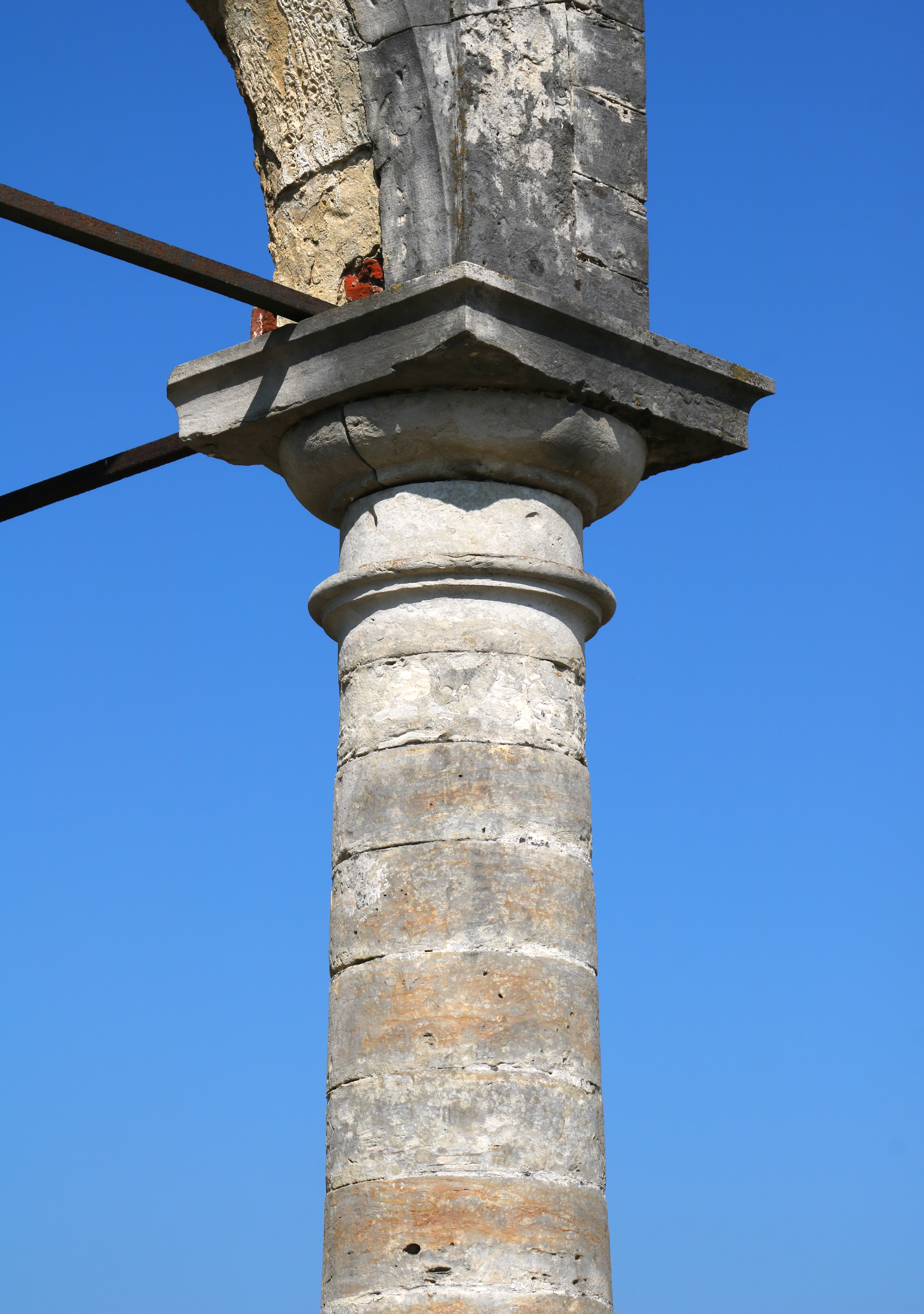
Colonne du calvaire.